# بطولة أوروبا تحت 21 سنة لكرة القدم 2000
بطولة أوروبا تحت 21 سنة لكرة القدم 2000 (بالإنجليزية: 2000 UEFA European Under-21 Championship)‏ هو موسم من بطولة أوروبا تحت 21 سنة لكرة القدم. أقيم خلال الفترة 27 مايو 2000 وحتى 3 يونيو 2000، وفاز فيه منتخب إيطاليا تحت 21 سنة لكرة القدم.